# Città del Texas (D-I)
Lista delle città del Texas, Stati Uniti d'America, comprendente i comuni (city, town e village) e i census-designated place (CDP). La lista seguente comprende le città dalla lettera D alla lettera I.
I dati sono dell'USCB, riferiti al censimento del 2010.
| Località                      | Status  | Cens. 2010 |
| ----------------------------- | ------- | ---------- |
| Daingerfield                  | city    | 2560       |
| Daisetta                      | city    | 966        |
| Dalhart                       | city    | 7930       |
| Dallas                        | city    | 1197816    |
| Dalworthington Gardens        | city    | 2259       |
| Damon                         | CDP     | 552        |
| Danbury                       | city    | 1715       |
| Darrouzett                    | town    | 350        |
| Dawson                        | town    | 807        |
| Dayton                        | city    | 7242       |
| Dayton Lakes                  | city    | 93         |
| Dean                          | city    | 493        |
| Decatur                       | city    | 6042       |
| DeCordova                     | city    | 2683       |
| Deer Park                     | city    | 32010      |
| De Kalb                       | city    | 1699       |
| De Leon                       | city    | 2246       |
| Dell City                     | city    | 365        |
| Del Mar Heights               | CDP     | 113        |
| Delmita                       | CDP     | 216        |
| Del Rio                       | city    | 35591      |
| Del Sol                       | CDP     | 239        |
| Denison                       | city    | 22682      |
| Denton                        | city    | 113383     |
| Denver City                   | town    | 4479       |
| Deport                        | city    | 578        |
| DeSoto                        | city    | 49047      |
| Detroit                       | town    | 732        |
| Devers                        | city    | 447        |
| Devine                        | city    | 4350       |
| Deweyville                    | CDP     | 1023       |
| D'Hanis                       | CDP     | 847        |
| Diboll                        | city    | 4776       |
| Dickens                       | city    | 286        |
| Dickinson                     | city    | 18680      |
| Dilley                        | city    | 3894       |
| Dimmitt                       | city    | 4393       |
| DISH                          | town    | 201        |
| Dodd City                     | town    | 369        |
| Dodson                        | town    | 109        |
| Doffing                       | CDP     | 5091       |
| Domino                        | town    | 93         |
| Donna                         | city    | 15798      |
| Doolittle                     | CDP     | 2769       |
| Dorchester                    | city    | 148        |
| Double Oak                    | town    | 2867       |
| Douglassville                 | town    | 229        |
| Doyle                         | CDP     | 254        |
| Driftwood                     | CDP     | 144        |
| Dripping Springs              | city    | 1788       |
| Driscoll                      | city    | 739        |
| Dublin                        | city    | 3654       |
| Dumas                         | city    | 14691      |
| Duncanville                   | city    | 38524      |
| Eagle Lake                    | city    | 3639       |
| Eagle Pass                    | city    | 26248      |
| Early                         | city    | 2762       |
| Earth                         | city    | 1065       |
| East Alto Bonito              | CDP     | 824        |
| East Bernard                  | city    | 2272       |
| Eastland                      | city    | 3960       |
| East Lopez                    | CDP     | 166        |
| East Mountain                 | city    | 797        |
| Easton                        | city    | 510        |
| East Tawakoni                 | city    | 883        |
| Ector                         | city    | 695        |
| Edcouch                       | city    | 3161       |
| Eden                          | city    | 2766       |
| Edgecliff Village             | town    | 2776       |
| Edgewater Estates             | CDP     | 72         |
| Edgewood                      | town    | 1441       |
| Edinburg                      | city    | 77100      |
| Edmonson                      | town    | 111        |
| Edna                          | city    | 5499       |
| Edom                          | city    | 375        |
| Edroy                         | CDP     | 331        |
| Eidson Road                   | CDP     | 8960       |
| Elbert                        | CDP     | 30         |
| El Brazil                     | CDP     | 47         |
| El Camino Angosto             | CDP     | 253        |
| El Campo                      | city    | 11602      |
| El Castillo                   | CDP     | 188        |
| El Cenizo                     | CDP     | 249        |
| El Cenizo                     | city    | 3273       |
| El Chaparral                  | CDP     | 464        |
| Eldorado                      | city    | 1951       |
| Electra                       | city    | 2791       |
| Elgin                         | city    | 8135       |
| Elias-Fela Solis              | CDP     | 30         |
| El Indio                      | CDP     | 190        |
| Elkhart                       | town    | 1371       |
| El Lago                       | city    | 2706       |
| Elm Creek                     | CDP     | 2469       |
| Elmendorf                     | city    | 1488       |
| El Mesquite                   | CDP     | 38         |
| Elmo                          | CDP     | 768        |
| El Paso                       | city    | 649121     |
| El Quiote                     | CDP     | 208        |
| El Rancho Vela                | CDP     | 274        |
| El Refugio                    | CDP     | 331        |
| Elsa                          | city    | 5660       |
| El Socio                      | CDP     | 130        |
| Emerald Bay                   | CDP     | 1047       |
| Emhouse                       | town    | 133        |
| Emory                         | city    | 1239       |
| Encantada-Ranchito-El Calaboz | CDP     | 2255       |
| Enchanted Oaks                | town    | 326        |
| Encinal                       | city    | 559        |
| Encino                        | CDP     | 143        |
| Ennis                         | city    | 18513      |
| Escobares                     | city    | 1188       |
| Escobar I                     | CDP     | 324        |
| Estelline                     | town    | 145        |
| Eugenio Saenz                 | CDP     | 159        |
| Euless                        | city    | 51277      |
| Eureka                        | city    | 307        |
| Eustace                       | city    | 991        |
| Evadale                       | CDP     | 1483       |
| Evant                         | town    | 426        |
| Evergreen                     | CDP     | 73         |
| Everman                       | city    | 6108       |
| Fabens                        | CDP     | 8257       |
| Fabrica                       | CDP     | 923        |
| Fairchilds                    | village | 763        |
| Fairfield                     | city    | 2951       |
| Fair Oaks Ranch               | city    | 5986       |
| Fairview                      | town    | 7248       |
| Falconaire                    | CDP     | 132        |
| Falcon Heights                | CDP     | 53         |
| Falcon Lake Estates           | CDP     | 1036       |
| Falcon Mesa                   | CDP     | 405        |
| Falcon Village                | CDP     | 47         |
| Falfurrias                    | city    | 4981       |
| Falls City                    | city    | 611        |
| Falman                        | CDP     | 76         |
| Fannett                       | CDP     | 2252       |
| Farmers Branch                | city    | 28616      |
| Farmersville                  | city    | 3301       |
| Farwell                       | city    | 1363       |
| Fate                          | city    | 6357       |
| Fayetteville                  | city    | 258        |
| Faysville                     | CDP     | 439        |
| Fernando Salinas              | CDP     | 15         |
| Ferris                        | city    | 2436       |
| Fifth Street                  | CDP     | 2486       |
| Flatonia                      | town    | 1383       |
| Flor del Rio                  | CDP     | 122        |
| Florence                      | city    | 1136       |
| Floresville                   | city    | 6448       |
| Flowella                      | CDP     | 118        |
| Flower Mound                  | town    | 64669      |
| Floydada                      | city    | 3038       |
| Follett                       | city    | 459        |
| Forest Hill                   | city    | 12355      |
| Forney                        | city    | 14661      |
| Forsan                        | city    | 210        |
| Fort Bliss                    | CDP     | 8591       |
| Fort Clark Springs            | CDP     | 1228       |
| Fort Davis                    | CDP     | 1201       |
| Fort Hancock                  | CDP     | 1750       |
| Fort Hood                     | CDP     | 29589      |
| Fort Stockton                 | city    | 8283       |
| Fort Worth                    | city    | 741206     |
| Four Corners                  | CDP     | 12382      |
| Four Points                   | CDP     | 18         |
| Fowlerton                     | CDP     | 55         |
| Franklin                      | city    | 1564       |
| Frankston                     | town    | 1229       |
| Fredericksburg                | city    | 10530      |
| Freeport                      | city    | 12049      |
| Freer                         | city    | 2818       |
| Fresno                        | CDP     | 19069      |
| Friendswood                   | city    | 35805      |
| Friona                        | city    | 4123       |
| Frisco                        | city    | 116989     |
| Fritch                        | city    | 2117       |
| Fronton                       | CDP     | 180        |
| Fronton Ranchettes            | CDP     | 113        |
| Frost                         | city    | 643        |
| Fruitvale                     | city    | 408        |
| Fulshear                      | city    | 1134       |
| Fulton                        | town    | 1358       |
| Gail                          | CDP     | 231        |
| Gainesville                   | city    | 16002      |
| Galena Park                   | city    | 10887      |
| Gallatin                      | city    | 419        |
| Galveston                     | city    | 47743      |
| Ganado                        | city    | 2003       |
| Garceno                       | CDP     | 420        |
| Garciasville                  | CDP     | 46         |
| Garden City                   | CDP     | 334        |
| Gardendale                    | CDP     | 1574       |
| Garden Ridge                  | city    | 3259       |
| Garfield                      | CDP     | 1698       |
| Garland                       | city    | 226876     |
| Garrett                       | town    | 806        |
| Garrison                      | city    | 895        |
| Gary City                     | town    | 311        |
| Garza-Salinas II              | CDP     | 719        |
| Gatesville                    | city    | 15751      |
| Georgetown                    | city    | 47400      |
| George West                   | city    | 2445       |
| Geronimo                      | CDP     | 1032       |
| Gholson                       | city    | 1061       |
| Giddings                      | city    | 4881       |
| Gilmer                        | city    | 4905       |
| Girard                        | CDP     | 50         |
| Gladewater                    | city    | 6441       |
| Glenn Heights                 | city    | 11278      |
| Glen Rose                     | city    | 2444       |
| Glidden                       | CDP     | 661        |
| Godley                        | city    | 1009       |
| Goldsmith                     | city    | 257        |
| Goldthwaite                   | city    | 1878       |
| Goliad                        | city    | 1908       |
| Golinda                       | city    | 559        |
| Gonzales                      | city    | 7237       |
| Goodlow                       | city    | 200        |
| Goodrich                      | city    | 271        |
| Gordon                        | city    | 478        |
| Goree                         | city    | 203        |
| Gorman                        | city    | 1083       |
| Graford                       | city    | 584        |
| Graham                        | city    | 8903       |
| Granbury                      | city    | 7978       |
| Grand Acres                   | CDP     | 49         |
| Grandfalls                    | town    | 360        |
| Grand Prairie                 | city    | 175396     |
| Grand Saline                  | city    | 3136       |
| Grandview                     | city    | 1561       |
| Granger                       | city    | 1419       |
| Granite Shoals                | city    | 4910       |
| Granjeno                      | city    | 293        |
| Grape Creek                   | CDP     | 3154       |
| Grapeland                     | city    | 1489       |
| Grapevine                     | city    | 46334      |
| Grays Prairie                 | village | 337        |
| Greatwood                     | CDP     | 11538      |
| Green Valley Farms            | CDP     | 1272       |
| Greenville                    | city    | 25557      |
| Gregory                       | city    | 1907       |
| Grey Forest                   | city    | 483        |
| Groesbeck                     | city    | 4328       |
| Groom                         | town    | 574        |
| Groves                        | city    | 16144      |
| Groveton                      | city    | 1057       |
| Gruver                        | city    | 1194       |
| Guadalupe-Guerra              | CDP     | 37         |
| Guerra                        | CDP     | 6          |
| Gun Barrel City               | city    | 5672       |
| Gunter                        | city    | 1498       |
| Gustine                       | town    | 476        |
| Guthrie                       | CDP     | 160        |
| Gutierrez                     | CDP     | 79         |
| Hackberry                     | town    | 968        |
| Hale Center                   | city    | 2252       |
| Hallettsville                 | city    | 2550       |
| Hallsburg                     | city    | 507        |
| Hallsville                    | city    | 3577       |
| Haltom City                   | city    | 42409      |
| Hamilton                      | city    | 3095       |
| Hamlin                        | city    | 2124       |
| Happy                         | town    | 678        |
| Hardin                        | city    | 819        |
| Hargill                       | CDP     | 877        |
| Harker Heights                | city    | 26700      |
| Harlingen                     | city    | 64849      |
| Harper                        | CDP     | 1192       |
| Hart                          | city    | 1114       |
| Hartley                       | CDP     | 540        |
| Haskell                       | city    | 3322       |
| Haslet                        | city    | 1517       |
| Havana                        | CDP     | 407        |
| Hawk Cove                     | city    | 483        |
| Hawkins                       | city    | 1278       |
| Hawley                        | city    | 634        |
| Hays                          | city    | 217        |
| H. Cuellar Estates            | CDP     | 20         |
| Hearne                        | city    | 4459       |
| Heath                         | city    | 6921       |
| Hebbronville                  | CDP     | 4558       |
| Hebron                        | town    | 415        |
| Hedley                        | city    | 329        |
| Hedwig Village                | city    | 2557       |
| Heidelberg                    | CDP     | 1725       |
| Helotes                       | city    | 7341       |
| Hemphill                      | city    | 1198       |
| Hempstead                     | city    | 5770       |
| Henderson                     | city    | 13712      |
| Henrietta                     | city    | 3141       |
| Hereford                      | city    | 15370      |
| Hermleigh                     | CDP     | 345        |
| Hewitt                        | city    | 13549      |
| Hickory Creek                 | town    | 3247       |
| Hico                          | city    | 1379       |
| Hidalgo                       | city    | 11198      |
| Hideaway                      | city    | 3083       |
| Higgins                       | city    | 397        |
| Highland Haven                | city    | 431        |
| Highland Park                 | town    | 8564       |
| Highlands                     | CDP     | 7522       |
| Highland Village              | city    | 15056      |
| Hill Country Village          | city    | 985        |
| Hillcrest                     | village | 730        |
| Hillsboro                     | city    | 8456       |
| Hillside Acres                | CDP     | 30         |
| Hilltop                       | CDP     | 287        |
| Hilltop                       | CDP     | 77         |
| Hilltop Lakes                 | CDP     | 1101       |
| Hilshire Village              | city    | 746        |
| Hitchcock                     | city    | 6961       |
| Holiday Beach                 | CDP     | 514        |
| Holiday Lakes                 | town    | 1107       |
| Holland                       | town    | 1121       |
| Holliday                      | city    | 1758       |
| Holly Lake Ranch              | CDP     | 2774       |
| Hollywood Park                | town    | 3062       |
| Homestead Meadows North       | CDP     | 5124       |
| Homestead Meadows South       | CDP     | 7247       |
| Hondo                         | city    | 8803       |
| Honey Grove                   | city    | 1668       |
| Hooks                         | city    | 2769       |
| Horizon City                  | city    | 16735      |
| Hornsby Bend                  | CDP     | 6791       |
| Horseshoe Bay                 | city    | 3418       |
| Horseshoe Bend                | CDP     | 789        |
| Houston                       | city    | 2099451    |
| Howardwick                    | city    | 402        |
| Howe                          | town    | 2600       |
| Hubbard                       | city    | 1423       |
| Hudson                        | city    | 4731       |
| Hudson Bend                   | CDP     | 2981       |
| Hudson Oaks                   | city    | 1662       |
| Hughes Springs                | city    | 1760       |
| Hull                          | CDP     | 669        |
| Humble                        | city    | 15133      |
| Hungerford                    | CDP     | 347        |
| Hunters Creek Village         | city    | 4367       |
| Huntington                    | city    | 2118       |
| Huntsville                    | city    | 38548      |
| Hurst                         | city    | 37337      |
| Hutchins                      | city    | 5338       |
| Hutto                         | city    | 14698      |
| Huxley                        | city    | 385        |
| Iago                          | CDP     | 161        |
| Idalou                        | city    | 2250       |
| Iglesia Antigua               | CDP     | 413        |
| Impact                        | town    | 35         |
| Imperial                      | CDP     | 278        |
| Indian Hills                  | CDP     | 2591       |
| Indian Lake                   | town    | 640        |
| Indian Springs                | CDP     | 785        |
| Indio                         | CDP     | 50         |
| Industry                      | city    | 304        |
| Inez                          | CDP     | 2098       |
| Ingleside                     | city    | 9387       |
| Ingleside on the Bay          | city    | 615        |
| Ingram                        | city    | 1804       |
| Iola                          | city    | 401        |
| Iowa Colony                   | village | 1170       |
| Iowa Park                     | city    | 6355       |
| Iraan                         | city    | 1229       |
| Iredell                       | city    | 339        |
| Irving                        | city    | 216290     |
| Italy                         | town    | 1863       |
| Itasca                        | city    | 1644       |
| Ivanhoe                       | city    | 887        |
| Ivanhoe North                 | city    | 538        |